# Helena Patursson
Súsanna Helena Patursson (* 27. August 1864 in Kirkjubøur, Färöer; † 15. Dezember 1916 ebenda) war eine färöische Schriftstellerin und die erste Frauenrechtlerin des Landes.

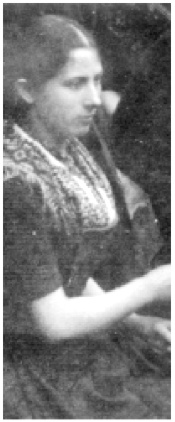
Súsanna Helena Patursson bei der Aufführung des ersten färöischen Theaterstückes Veðurføst 1889

## Leben
Súsanna Helena war wie ihre bekannten Brüder Jóannes und Sverre ein Kind des Kongsbonde (Königsbauern) Poul Peder Pedersen und dessen Frau Ellen Cathrine Djonesen. Sie wuchs auf dem größten und geschichtsträchtigsten Gut der Färöer in Kirkjubøur auf und erhielt dort zusammen mit ihren Brüdern Privatunterricht. Zur Weiterbildung ging sie nach Kopenhagen, wo sie Klavierspiel und Handarbeit lernte. Bis 1904 arbeitete sie dann dort als Rechtsanwaltsgehilfin, bis sie im Alter von 40 Jahren auf die Färöer zurückkehrte.

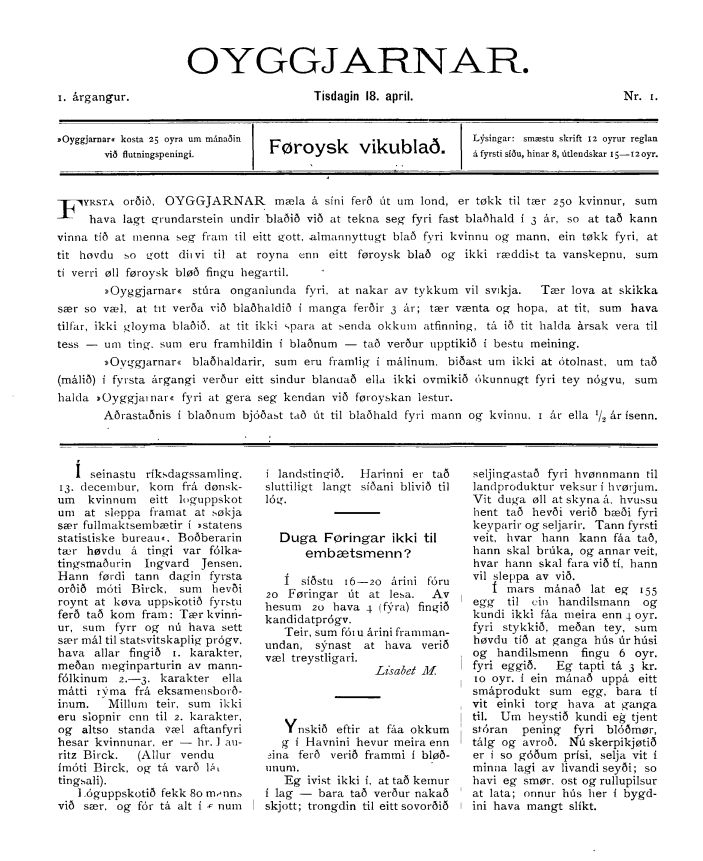
Erste Ausgabe der färöischen Frauenzeitung Oyggjanar vom 18. April 1905. Sie erschien wöchentlich und kostete 25 Öre im Monat

Wie ihre Brüder war sie in der nationalen Erweckungsbewegung seit 1888 aktiv, richtete sich dabei aber an die Frauen. Bereits 1889 schrieb sie das erste färöische Theaterstück Veðurføst. Darin geht es um die politische Beteiligung der Frauen und deren Organisierung des Privatunterrichts der färöischen Sprache. Es sind nur noch Fragmente dieses Stücks erhalten. Súsanna Helena schrieb neben einigen Gedichten und Novellen auch in den führenden Zeitungen der färöischen Nationalisten, Føringatíðindi und Fuglaframi. 1896 konnte sie durchsetzen, dass der Färingerverein in Kopenhagen Frauen aufnimmt.
Nach ihrer Heimkehr auf die Färöer gründete Súsanna Helena Patursson die erste färöische Frauenzeitschrift Oyggjarnar („Die Inseln“), die von 1905 bis 1908 unter ihrer Federführung erschien. In jenen Jahren sollte es die einzige Zeitschrift auf Färöisch bleiben, die regelmäßig erschien. Ihre Inhalte drehten sich um die Vermittlung der Schriftsprache durch die bloße Existenz der Zeitschrift, um Erwerbsmöglichkeiten und Ausbildungsplätze für Frauen und nicht zuletzt um die färöische Küche und färöische Handarbeit. Die Rezeptsammlung erschien dann 1909 als Kochbuch Matreglur fyri hvørt hús („Gerichte für jedes Haus“). 1912 folgte das Buch Fríðka um búgvið („Schöner Wohnen“).
Obwohl die Zeitung auf großes Interesse stieß, blieb ihr tragischerweise die Unterstützung ihrer politisch engagierten Brüder versagt. Ihre Biografin Malan Marnersdóttir führte das darauf zurück, dass die weibliche und schriftlich unsichere Stimme überhört wurde. Erst 1952 wurde von Sigrið av Skarði Joensen mit dem Frauenverein Kvinnufelagið eine Organisation der Färingerinnen geschaffen, die sich auf die feministische Pionierin Súsanna Helena Patursson beruft.
Am 19. Mai 2008 wurde Helena Patursson mit einer Briefmarke geehrt.